# Karel Vika
Karel Vika (1. prosince 1875 Sadská – 22. srpna 1941 Praha), původním jménem Karel Houžvička, byl český spisovatel a redaktor. Používal pseudonymy Ondřej Vosyp, Kave a Kvik.

## Život
Učil se na měšťanské škole v Nymburce, dále studoval na učitelském ústavu v Kutné Hoře. Učitelství se věnoval na několika místech, nejdéle ve Starých Benátkách a v Hodkovicích. Později učitelskou dráhu opustil a stal se redaktorem nymburských Občanských zájmů a následně Náchodských listů. V roce 1903 přešel do Besed lidu a Světozoru. Po 1. světové válce si založil vlastní humoristicko-satirický časopis Honza. Své knihy vydával vlastním nákladem s výjimkou sbírky povídek Malé dámy (nakladatelství J. Otto, 1913).
Díky přátelství s okruhem pražských bohémů vytvořeným kolem Jaroslava Haška ilustroval mnohé Vikovy knihy Josef Lada.

## Dílo
Vikovo beletristické dílo – povídkové i románové – je částečně dokumentárního charakteru. Odráží Vikovy zážitky z dráhy učitelské (Zápisky podučitelovy I–V, 1911–1921), redaktorské (Zápisky redaktorovy, 1915) i všednodenní (Z mé staré zlaté Prahy, 1941; Dětské vzpomínky, 1928; Klukovské vzpomínky, 1929; Studentské vzpomínky, 1930). Další dílo čerpá z autorových postřehů o dětské mysli a empatie k lidem na okraji společnosti, a to buď v realistické kresbě, nebo stylizaci do humoresky. Spolu s bratrem Josefem Houžvičkou (pseudonym Josef Houžvic) a také samostatně napsal kolem deseti divadelních her.